# Хилантаизавр
Хилантаизавр (лат. Chilantaisaurus) — род динозавров-теропод из семейства Neovenatoridae, живших в меловом периоде (93,9—83,6 млн лет назад) на территории современного Китая.

## Описание
Представители имели развитые передние конечности, когти на которых были похожи на серпы. Ходили они выпрямившись, на сильных ногах, стопы которых напоминали птичьи лапы. Питались исключительно динозаврами. В длину достигали около 6,1 метров, рост 2,7 м и весили 3630 кг.
Родовое название означает «хилантайский ящер» и дано в честь местности около озера Хилантай (Джилантай) во Внутренней Монголии, где была сделана первая находка.

## Классификация
По данным сайта Fossilworks, на июль 2016 года в род включают 2 вымерших вида:
- Chilantaisaurus tashuikouensis Hu, 1964[4]
- Chilantaisaurus zheziangensis Dong, 1979[5] [syn. Chilantaisaurus zhejiangensis (Dong, 1979), orth. var.]

К роду относили ещё 2 вида:
- Chilantaisaurus sibiricus (Riabinin, 1915) — найденная в республике Бурятия плюсневая кость первоначально была отнесена к Allosaurus sibiricus, известного по находке зубов в Якутии, но в 1990 году вид отнесён к Chilantaisaurus.[6] Позднее ввиду скудности материала таксон объявили nomen dubium в пределах подотряда тероподов.[7]
- Chilantaisaurus maortuensis Hu, 1964 — переименован в 2009 году Брусатти и др. в Shaochilong maortuensis[8]